# Cennet çamuru
Il cennet çamuru tatlısı (in turco dolce di fango dell'Eden) è un dolce della cucina turca, preparato con tel kadayif (pasta a filamenti sottili). Altri ingredienti di base sono rappresentati da gelato o kaymak, pistacchi, burro, zucchero, acqua e limone.
Il cennet çamuru è un dolce originario di Kilis, nel sud della Turchia, molto apprezzato durante il Ramadan.  I tatlıcı (negozi di dolciumi) di Kilis lo producono e lo vendono in tutto il paese, soprattutto nelle grandi città come Istanbul e Ankara.